# 金西 (印第安納州)
金西（英語：Kinsey）是位於美國印第安納州科西阿斯科縣的一個非建制地區。該地的面積和人口皆未知。